# Scream (премия, 2009)
4-я церемония награждения премии «Scream» за заслуги в области фантастики, фэнтези и фильмов ужасов за 2009 год состоялась 17 октября 2009 года.

## Лауреаты и номинанты
| Лауреаты — выделены отдельным цветом. |

| Категории                              | Фотографии лауреатов                                                                    | Лауреаты и номинанты                                             |
| -------------------------------------- | --------------------------------------------------------------------------------------- | ---------------------------------------------------------------- |
| The Ultimate Scream                    |                                                                                         | • «Звёздный путь»                                                |
| The Ultimate Scream                    | • «Трансформеры: Месть падших»                                                          |                                                                  |
| The Ultimate Scream                    | • «Впусти меня»                                                                         |                                                                  |
| The Ultimate Scream                    | • «Сумерки»                                                                             |                                                                  |
| The Ultimate Scream                    | • «Вверх»                                                                               |                                                                  |
| The Ultimate Scream                    | • «Затащи меня в Ад»                                                                    |                                                                  |
| Лучший фильм ужасов                    |                                                                                         | • «Затащи меня в Ад»                                             |
| Лучший фильм ужасов                    | • Операция «Мёртвый снег»                                                               |                                                                  |
| Лучший фильм ужасов                    | • «Пятница, 13-е»                                                                       |                                                                  |
| Лучший фильм ужасов                    | • «Впусти меня»                                                                         |                                                                  |
| Лучший фильм ужасов                    | • «Мой кровавый Валентин»                                                               |                                                                  |
| Лучший фильм ужасов                    | • «Заноза»                                                                              |                                                                  |
| Лучший научно-фантастический фильм     |                                                                                         | • «Звёздный путь»                                                |
| Лучший научно-фантастический фильм     | • «Знамение»                                                                            |                                                                  |
| Лучший научно-фантастический фильм     | • «Луна 2112»                                                                           |                                                                  |
| Лучший научно-фантастический фильм     | • «Викинги»                                                                             |                                                                  |
| Лучший научно-фантастический фильм     | • «Терминатор: Да придёт спаситель»                                                     |                                                                  |
| Лучший научно-фантастический фильм     | • «Трансформеры: Месть падших»                                                          |                                                                  |
| Лучший фильм-фэнтези                   |                                                                                         | • «Сумерки»                                                      |
| Лучший фильм-фэнтези                   | • «Коралина в Стране Кошмаров»                                                          |                                                                  |
| Лучший фильм-фэнтези                   | • «Гарри Поттер и Принц-полукровка»                                                     |                                                                  |
| Лучший фильм-фэнтези                   | • «Вверх»                                                                               |                                                                  |
| Лучший фильм-фэнтези                   | • «Хранители»                                                                           |                                                                  |
| Лучший фильм-фэнтези                   | • «Люди Икс: Начало. Росомаха»                                                          |                                                                  |
| Лучший телесериал                      |                                                                                         | • «Настоящая кровь»                                              |
| Лучший телесериал                      | • «Герои»                                                                               |                                                                  |
| Лучший телесериал                      | • «Грань»                                                                               |                                                                  |
| Лучший телесериал                      | • «Остаться в живых»                                                                    |                                                                  |
| Лучший телесериал                      | • «Терминатор: Битва за будущее»                                                        |                                                                  |
| Лучший телесериал                      | • «Декстер»                                                                             |                                                                  |
| Лучший режиссёр                        |                                                                                         | • Джеффри Джейкоб Абрамс — «Звёздный путь»                       |
| Лучший режиссёр                        | • Майкл Бэй — «Терминатор: Да придёт спаситель»                                         |                                                                  |
| Лучший режиссёр                        | • Томас Альфредсон — «Впусти меня»                                                      |                                                                  |
| Лучший режиссёр                        | • Маркус Ниспель — «Пятница, 13-е»                                                      |                                                                  |
| Лучший режиссёр                        | • Пит Доктер и Боб Питерсон — «Вверх»                                                   |                                                                  |
| Лучший режиссёр                        | • Данкан Джонс — «Луна 2112»                                                            |                                                                  |
| Лучший режиссёр                        | • Сэм Рэйми — «Затащи меня в Ад»                                                        |                                                                  |
| Лучшая актриса в фильме ужасов         |                                                                                         | • Анна Пэкуин — «Настоящая кровь»                                |
| Лучшая актриса в фильме ужасов         | • Дженнифер Карпентер — «Карантин»                                                      |                                                                  |
| Лучшая актриса в фильме ужасов         | • Джейми Кинг — «Мой кровавый Валентин»                                                 |                                                                  |
| Лучшая актриса в фильме ужасов         | • Лина Леандерссон — «Впусти меня»                                                      |                                                                  |
| Лучшая актриса в фильме ужасов         | • Элисон Ломан — «Затащи меня в Ад»                                                     |                                                                  |
| Лучшая актриса в фильме ужасов         | • Моника Поттер — «Последний дом слева»                                                 |                                                                  |
| Лучший актёр в фильме ужасов           |                                                                                         | • Стивен Мойер — «Настоящая кровь»                               |
| Лучший актёр в фильме ужасов           | • Брюс Кэмпбелл — «Меня зовут Брюс»                                                     |                                                                  |
| Лучший актёр в фильме ужасов           | • Александр Скарсгард — «Настоящая кровь»                                               |                                                                  |
| Лучший актёр в фильме ужасов           | • Каре Хедебрант — «Впусти меня»                                                        |                                                                  |
| Лучший актёр в фильме ужасов           | • Джастин Лонг — «Затащи меня в Ад»                                                     |                                                                  |
| Лучший актёр в фильме ужасов           | • Райан Квонтен — «Настоящая кровь»                                                     |                                                                  |
| Лучшая актриса в фэнтези-фильме        |                                                                                         | • Кристен Стюарт — «Сумерки»                                     |
| Лучшая актриса в фэнтези-фильме        | • Анна Фрил — «Мёртвые до востребования»                                                |                                                                  |
| Лучшая актриса в фэнтези-фильме        | • Скарлетт Йоханссон — «Мститель»                                                       |                                                                  |
| Лучшая актриса в фэнтези-фильме        | • Джейми Кинг — «Мститель»                                                              |                                                                  |
| Лучшая актриса в фэнтези-фильме        | • Рона Митра — «Другой мир: Восстание ликанов»                                          |                                                                  |
| Лучшая актриса в фэнтези-фильме        | • Эмма Уотсон — «Гарри Поттер и Принц-полукровка»                                       |                                                                  |
| Лучший актёр в фэнтези-фильме          |                                                                                         | • Роберт Паттинсон — «Сумерки»                                   |
| Лучший актёр в фэнтези-фильме          | • Эдвард Аснер — «Вверх»                                                                |                                                                  |
| Лучший актёр в фэнтези-фильме          | • Хью Джекман — «Люди Икс: Начало. Росомаха»                                            |                                                                  |
| Лучший актёр в фэнтези-фильме          | • Брэд Питт — «Загадочная история Бенджамина Баттона»                                   |                                                                  |
| Лучший актёр в фэнтези-фильме          | • Дэниел Рэдклифф — «Гарри Поттер и Принц-полукровка»                                   |                                                                  |
| Лучший актёр в фэнтези-фильме          | • Майкл Шин — «Другой мир: Восстание ликанов»                                           |                                                                  |
| Лучшая актриса в фантастическом фильме |                                                                                         | • Меган Фокс — «Трансформеры: Месть падших»                      |
| Лучшая актриса в фантастическом фильме | • Мун Бладгуд — «Терминатор: Да придёт спаситель»                                       |                                                                  |
| Лучшая актриса в фантастическом фильме | • Элайза Душку — «Кукольный дом»                                                        |                                                                  |
| Лучшая актриса в фантастическом фильме | • Лена Хеди — «Терминатор: Битва за будущее»                                            |                                                                  |
| Лучшая актриса в фантастическом фильме | • Кэти Сакхофф — «Звёздный крейсер „Галактика“»                                         |                                                                  |
| Лучшая актриса в фантастическом фильме | • Зои Салдана — «Звёздный путь»                                                         |                                                                  |
| Лучший актёр в фантастическом фильме   |                                                                                         | • Крис Пайн — «Звёздный путь»                                    |
| Лучший актёр в фантастическом фильме   | • Николас Кейдж — «Знамение»                                                            |                                                                  |
| Лучший актёр в фантастическом фильме   | • Джош Холлоуэй — «Остаться в живых»                                                    |                                                                  |
| Лучший актёр в фантастическом фильме   | • Шайа Лабаф — «Трансформеры: Месть падших»                                             |                                                                  |
| Лучший актёр в фантастическом фильме   | • Закари Куинто — «Звёздный путь»                                                       |                                                                  |
| Лучший актёр в фантастическом фильме   | • Сэм Рокуэлл — «Луна 2112»                                                             |                                                                  |
| Лучшая актриса второго плана           |                                                                                         | • Дженнифер Карпентер — «Декстер»                                |
| Лучшая актриса второго плана           | • Эшли Грин — «Сумерки»                                                                 |                                                                  |
| Лучшая актриса второго плана           | • Карла Гуджино — «Хранители»                                                           |                                                                  |
| Лучшая актриса второго плана           | • Эванна Линч — «Гарри Поттер и Принц-полукровка»                                       |                                                                  |
| Лучшая актриса второго плана           | • Ширли Мэнсон — «Терминатор: Битва за будущее»                                         |                                                                  |
| Лучшая актриса второго плана           | • Рутина Уэсли — «Настоящая кровь»                                                      |                                                                  |
| Лучший актёр второго плана             |                                                                                         | • Райан Рейнольдс — «Люди Икс: Начало. Росомаха»                 |
| Лучший актёр второго плана             | • Саймон Пегг — «Звёздный путь»                                                         |                                                                  |
| Лучший актёр второго плана             | • Леонард Нимой — «Звёздный путь»                                                       |                                                                  |
| Лучший актёр второго плана             | • Тейлор Китч — «Люди Икс: Начало. Росомаха»                                            |                                                                  |
| Лучший актёр второго плана             | • Руперт Гринт — «Гарри Поттер и Принц-полукровка»                                      |                                                                  |
| Лучший актёр второго плана             | • Нелсан Эллис — «Настоящая кровь»                                                      |                                                                  |
| Breakout Performance-Female            |                                                                                         | • Изабель Лукас — «Трансформеры: Месть падших»                   |
| Breakout Performance-Female            | • Малин Акерман — «Хранители»                                                           |                                                                  |
| Breakout Performance-Female            | • Лина Леандерссон — «Впусти меня»                                                      |                                                                  |
| Breakout Performance-Female            | • Зои Салдана — «Звёздный путь»                                                         |                                                                  |
| Breakout Performance-Female            | • Лорна Равер — «Затащи меня в Ад»                                                      |                                                                  |
| Breakout Performance-Female            | • Анна Торв — «Грань»                                                                   |                                                                  |
| Breakout Performance-Male              |                                                                                         | • Тейлор Лотнер — «Сумерки»                                      |
| Breakout Performance-Male              | • Тейлор Китч — «Люди Икс: Начало. Росомаха»                                            |                                                                  |
| Breakout Performance-Male              | • Роберт Паттинсон — «Сумерки»                                                          |                                                                  |
| Breakout Performance-Male              | • Крис Пайн — «Звёздный путь»                                                           |                                                                  |
| Breakout Performance-Male              | • Will.i.am — «Люди Икс: Начало. Росомаха»                                              |                                                                  |
| Breakout Performance-Male              | • Сэм Уортингтон — «Терминатор: Да придёт спаситель»                                    |                                                                  |
| Лучшее камео                           |                                                                                         | • Вайнона Райдер — «Звёздный путь»                               |
| Лучшее камео                           | • Хелена Бонэм Картер — «Терминатор: Да придёт спаситель»                               |                                                                  |
| Лучшее камео                           | • Кейт Бекинсэйл — «Другой мир: Восстание ликанов»                                      |                                                                  |
| Лучшее камео                           | • Арнольд Шварценеггер — «Терминатор: Да придёт спаситель»                              |                                                                  |
| Лучшее камео                           | • Патрик Стюарт — «Люди Икс: Начало. Росомаха»                                          |                                                                  |
| Лучшее камео                           | • Рэйн Уилсон — «Трансформеры: Месть падших»                                            |                                                                  |
| Лучший злодей                          |                                                                                         | • Александр Скарсгард — «Настоящая кровь» за роль Эрика Нортмана |
| Лучший злодей                          | • Эрик Бана — «Звёздный путь» за роль капитана Нерона                                   |                                                                  |
| Лучший злодей                          | • Кэм Жиганде — «Сумерки» за роль Джеймса                                               |                                                                  |
| Лучший злодей                          | • Хелена Бонэм Картер — «Гарри Поттер и Принц-полукровка» за роль Беллатрисы Лестрейндж |                                                                  |
| Лучший злодей                          | • Лорна Равер — «Затащи меня в Ад» за роль Сильвии Гануш                                |                                                                  |
| Лучший злодей                          | • Лев Шрайбер — «Люди Икс: Начало. Росомаха» за роль Виктора Крида (Саблезуб)           |                                                                  |
| Лучший супергерой                      |                                                                                         | • Хью Джекман — «Люди Икс: Начало. Росомаха» за роль Росомахи    |
| Лучший супергерой                      | • Рэй Стивенсон — «Каратель: Территория войны» за роль Фрэнка Кастла (Каратель)         |                                                                  |
| Лучший супергерой                      | • Тейлор Китч — «Люди Икс: Начало. Росомаха» за роль Гамбита                            |                                                                  |
| Лучший супергерой                      | • Джеки Эрл Хейли — «Хранители» за роль Роршаха                                         |                                                                  |
| Лучший супергерой                      | • Билли Крудап — «Хранители» за роль Доктора Манхэттена                                 |                                                                  |
| Лучший супергерой                      | • Малин Акерман — «Хранители» за роль Лори «Юпитер»                                     |                                                                  |
| Лучший творческий ансамбль             |                                                                                         | • «Гарри Поттер и Принц-полукровка»                              |
| Лучший творческий ансамбль             | • «Звёздный путь»                                                                       |                                                                  |
| Лучший творческий ансамбль             | • «Звёздный крейсер „Галактика“»                                                        |                                                                  |
| Лучший творческий ансамбль             | • «Остаться в живых»                                                                    |                                                                  |
| Лучший творческий ансамбль             | • «Настоящая кровь»                                                                     |                                                                  |
| Лучший творческий ансамбль             | • «Сумерки»                                                                             |                                                                  |
| Лучший творческий ансамбль             | • «Хранители»                                                                           |                                                                  |
| Лучший фильм на иностранном языке      |                                                                                         | • «Впусти меня»                                                  |
| Лучший фильм на иностранном языке      | • Операция «Мёртвый снег»                                                               |                                                                  |
| Лучший фильм на иностранном языке      | • «Райское озеро»                                                                       |                                                                  |
| Лучший фильм на иностранном языке      | • «Мученицы»                                                                            |                                                                  |
| Лучший фильм на иностранном языке      | • «Понтипул»                                                                            |                                                                  |
| Лучший фильм на иностранном языке      | • «Временная петля»                                                                     |                                                                  |
| Лучший сиквел                          |                                                                                         | • «Трансформеры: Месть падших»                                   |
| Лучший сиквел                          | • «Каратель: Территория войны»                                                          |                                                                  |
| Лучший сиквел                          | • «Терминатор: Да придёт спаситель»                                                     |                                                                  |
| Лучший сиквел                          | • «Другой мир: Восстание ликанов»                                                       |                                                                  |
| Лучший сиквел                          | • «Люди Икс: Начало. Росомаха»                                                          |                                                                  |
| Лучший сиквел                          | • «Гарри Поттер и Принц-полукровка»                                                     |                                                                  |
| Лучшие спецэффекты                     |                                                                                         | • «Трансформеры: Месть падших»                                   |
| Лучшие спецэффекты                     | • «Затащи меня в Ад»                                                                    |                                                                  |
| Лучшие спецэффекты                     | • «Звёздный путь»                                                                       |                                                                  |
| Лучшие спецэффекты                     | • «Гарри Поттер и Принц-полукровка»                                                     |                                                                  |
| Лучшие спецэффекты                     | • «Терминатор: Да придёт спаситель»                                                     |                                                                  |
| Лучшие спецэффекты                     | • «Хранители»                                                                           |                                                                  |
| Лучшая песня                           |                                                                                         | • «New Divide» Linkin Park — «Трансформеры: Месть падших»        |
| Лучшая песня                           | • «Bad Things» Jace Everett — «Настоящая кровь»                                         |                                                                  |
| Лучшая песня                           | • «Decode» Paramore — «Сумерки»                                                         |                                                                  |
| Лучшая песня                           | • «Desolation Row» My Chemical Romance — «Хранители»                                    |                                                                  |
| Лучшая песня                           | • «Other Father Song» They Might Be Giants — «Коралина в Стране Кошмаров»               |                                                                  |
| Лучшая песня                           | • «War Zone» Rob Zombie — «Каратель: Территория войны»                                  |                                                                  |
| Лучший сценарий                        |                                                                                         | • «Затащи меня в Ад»                                             |
| Лучший сценарий                        | • «Коралина в Стране Кошмаров»                                                          |                                                                  |
| Лучший сценарий                        | • «Впусти меня»                                                                         |                                                                  |
| Лучший сценарий                        | • «Луна 2112»                                                                           |                                                                  |
| Лучший сценарий                        | • «Звёздный путь»                                                                       |                                                                  |
| Лучший сценарий                        | • «Вверх»                                                                               |                                                                  |
| Лучшее увечье                          |                                                                                         | • «Пила 5»                                                       |
| Лучшее увечье                          | • «Заноза»                                                                              |                                                                  |
| Лучшее увечье                          | • «Хранители»                                                                           |                                                                  |
| Лучшее увечье                          | • «Последний дом слева»                                                                 |                                                                  |
| Лучшее увечье                          | • «Затащи меня в Ад»                                                                    |                                                                  |
| Лучшее увечье                          | • Операция «Мёртвый снег»                                                               |                                                                  |
| Лучшее увечье                          | • «Впусти меня»                                                                         |                                                                  |
| Лучшая драка                           |                                                                                         | • Кирк против Спока — «Звёздный путь»                            |
| Лучшая драка                           | • «Затащи меня в Ад»                                                                    |                                                                  |
| Лучшая драка                           | • «Трансформеры: Месть падших»                                                          |                                                                  |
| Лучшая драка                           | • «Хранители»                                                                           |                                                                  |
| Лучшая драка                           | • Росомаха и Виктора против Дэдпула — «Люди Икс: Начало. Росомаха»                      |                                                                  |
| Лучшая драка                           | • Мартин и Рой против зомби —Операция «Мёртвый снег»                                    |                                                                  |
| Самая противоречивая сцена года        |                                                                                         | • «Гарри Поттер и Принц-полукровка»                              |
| Самая противоречивая сцена года        | • «Трансформеры: Месть падших»                                                          |                                                                  |
| Самая противоречивая сцена года        | • «Знамение»                                                                            |                                                                  |
| Самая противоречивая сцена года        | • «Затащи меня в Ад»                                                                    |                                                                  |
| Самая противоречивая сцена года        | • «Звёздный путь»                                                                       |                                                                  |
| Самая противоречивая сцена года        | • «Хранители»                                                                           |                                                                  |
| Лучший комикс или графический роман    |                                                                                         | • «Зелёный Фонарь»                                               |
| Лучший комикс или графический роман    | • «Hack slash»                                                                          |                                                                  |
| Лучший комикс или графический роман    | • «Мордобой»                                                                            |                                                                  |
| Лучший комикс или графический роман    | • «Тор»                                                                                 |                                                                  |
| Лучший комикс или графический роман    | • «Ходячие мертвецы»                                                                    |                                                                  |
| Лучший комикс или графический роман    | • «Wolverine:Old Man Logan»                                                             |                                                                  |
| Лучший художник комиксов               |                                                                                         | • Steve McNiven — «Wolverine: Old Man Logan»                     |
| Лучший художник комиксов               | • Tony Harris и Jim Clark — «Ex Machina»                                                |                                                                  |
| Лучший художник комиксов               | • Eric Powell — «The Goon»                                                              |                                                                  |
| Лучший художник комиксов               | • Frank Quitely — «All Star Superman» и Batman and Robin                                |                                                                  |
| Лучший художник комиксов               | • Ivan Reis — «Green Lantern»                                                           |                                                                  |
| Лучший художник комиксов               | • John Romita, Jr. — «The Amazing Spider-Man Volume 1»                                  |                                                                  |
| Лучший автор комиксов                  |                                                                                         | • Джефф Джонс                                                    |
| Лучший автор комиксов                  | • Брайан Майкл Бендис                                                                   |                                                                  |
| Лучший автор комиксов                  | • Джозеф Хиллстром Кинг                                                                 |                                                                  |
| Лучший автор комиксов                  | • Грант Моррисон                                                                        |                                                                  |
| Лучший автор комиксов                  | • Марк Миллар                                                                           |                                                                  |
| Лучший автор комиксов                  | • Брайан Вон                                                                            |                                                                  |
| Лучшая комикс-экранизация              |                                                                                         | • «Хранители»                                                    |
| Лучшая комикс-экранизация              | • «Драконий жемчуг: Эволюция»                                                           |                                                                  |
| Лучшая комикс-экранизация              | • «Каратель: Территория войны»                                                          |                                                                  |
| Лучшая комикс-экранизация              | • «Мститель»                                                                            |                                                                  |
| Лучшая комикс-экранизация              | • «Люди Икс: Начало. Росомаха»                                                          |                                                                  |